# Исихара, Тэруто
Тэруто Исихара (яп. 石原夜叉坊; род. 23 июля 1991, Осака) — японский боец смешанного стиля, представитель легчайшей и полулёгкой весовых категорий. Выступает на профессиональном уровне начиная с 2011 года, известен по участию в турнирах бойцовских организаций UFC и Shooto, финалист бойцовского реалити-шоу Road to UFC: Japan.

## Биография
Тэруто Исихара родился 23 июля 1991 года в городе Осака, Япония.

### Начало профессиональной карьеры
Дебютировал в смешанных единоборствах на профессиональном уровне в апреле 2011 года, выиграв у своего соперника единогласным решением судей. Первое время дрался в японской организации Shooto, где в общей сложности одержал пять побед. Единственное поражение потерпел здесь от сильного соотечественника Митинори Танаки. Также в одном из его поединков была зафиксирована техническая ничья, когда оба бойца выпали за пределы ринга.
В период 2013—2014 годов Исихара провёл три боя на турнирах Vale Tudo Japan, где выиграл у двух оппонентов и уступил сдачей Юте Сасаки.

### Road to UFC: Japan
В июне 2015 года Исихара попал в число участников бойцовского реалити-шоу Road to UFC: Japan, японского аналога The Ultimate Fighter. На стадии четвертьфиналов он благополучно прошёл Тацую Андо, выиграв решением большинства судей, тогда как в полуфинале по очкам взял верх над Акиё Нисиурой. В решающем финальном поединке на турнире UFC Fight Night 75 в сентябре встретился с Мидзуто Хиротой — противостояние между ними продлилось всё отведённое время, в итоге судьи раздельным решением зафиксировали ничью. По завершении турнира оба бойца получили право подписать контракт с крупнейшей бойцовской организацией мира Ultimate Fighting Championship.

### Ultimate Fighting Championship
Продолжая выступать в октагоне UFC, в 2016 году Исихара нокаутировал Джулиана Эросу и Орасио Гутьерреса, заработал бонус за лучшее выступление вечера, но затем единогласным решением потерпел поражение от Артёма Лобова.
В 2017 году по очкам проиграл Грэю Мейнарду и выиграл у Роландо Дая.
В феврале 2018 года на турнире в Австралии встретился с мексиканцем Хосе Альберто Киньонесом и вновь потерпел поражение единогласным судейским решением.
В июне 2018 года экзаменовал новичка организации россиянина Петра Яна, был нокаутирован им в первом же раунде.

## Статистика в профессиональном ММА
| Боёв 19  | Побед 10 | Поражений 7 |
| -------- | -------- | ----------- |
| Нокаутом | 8        | 1           |
| Сдачей   | 0        | 2           |
| Решением | 2        | 4           |
| Ничьи    | 2        | 2           |

| Результат | Рекорд | Соперник               | Способ                             | Турнир                                    | Дата             | Раунд | Время | Место                      | Примечание                 |
| --------- | ------ | ---------------------- | ---------------------------------- | ----------------------------------------- | ---------------- | ----- | ----- | -------------------------- | -------------------------- |
| Поражение | 10-7-2 | Кан Кён Хо             | Техническая сдача (удушение сзади) | UFC 234                                   | 10 февраля 2019  | 1     | 3:59  | Мельбурн, Австралия        |                            |
| Поражение | 10-6-2 | Пётр Ян                | KO (удары руками)                  | UFC Fight Night: Cowboy vs. Edwards       | 23 июня 2018     | 1     | 3:28  | Каланг, Сингапур           |                            |
| Поражение | 10-5-2 | Хосе Альберто Киньонес | Единогласное решение               | UFC 221                                   | 11 февраля 2018  | 3     | 5:00  | Перт, Австралия            | Вернулся в легчайший вес.  |
| Победа    | 10-4-2 | Роландо Дай            | Единогласное решение               | UFC Fight Night: Saint Preux vs. Okami    | 23 сентября 2017 | 3     | 5:00  | Сайтама, Япония            |                            |
| Поражение | 9-4-2  | Грэй Мейнард           | Единогласное решение               | The Ultimate Fighter 25 Finale            | 7 июля 2017      | 3     | 5:00  | Лас-Вегас, США             |                            |
| Поражение | 9-3-2  | Артём Лобов            | Единогласное решение               | UFC Fight Night: Mousasi vs. Hall 2       | 19 ноября 2016   | 3     | 5:00  | Белфаст, Северная Ирландия |                            |
| Победа    | 9-2-2  | Орасио Гутьеррес       | KO (удары руками)                  | UFC Fight Night: Rodríguez vs. Caceres    | 6 августа 2016   | 1     | 2:32  | Солт-Лейк-Сити, США        | Выступление вечера.        |
| Победа    | 8-2-2  | Джулиан Эроса          | KO (удары руками)                  | UFC 196                                   | 5 марта 2016     | 2     | 0:34  | Лас-Вегас, США             |                            |
| Ничья     | 7-2-2  | Мидзуто Хирота         | Раздельное решение                 | UFC Fight Night: Barnett vs. Nelson       | 27 сентября 2015 | 3     | 5:00  | Сайтама, Япония            | Вернулся в полулёгкий вес. |
| Победа    | 7-2-1  | Чо Чун Хван            | TKO (удары руками)                 | Vale Tudo Japan: VTJ 5th in Osaka         | 28 июня 2014     | 2     | 3:24  | Осака, Япония              |                            |
| Поражение | 6-2-1  | Юта Сасаки             | Техническая сдача (удушение сзади) | Vale Tudo Japan: VTJ 4th                  | 23 февраля 2014  | 2     | 1:46  | Токио, Япония              | Вернулся в легчайшей вес.  |
| Победа    | 6-1-1  | Кодзи Мори             | TKO (удар рукой)                   | Vale Tudo Japan: VTJ 2nd                  | 22 июня 2013     | 1     | 2:12  | Токио, Япония              | Дебют в полулёгком весе.   |
| Ничья     | 5-1-1  | Кадзухиро Ито          | Техническая ничья                  | Shooto: Border: Season 4: Second          | 23 сентября 2012 | 1     | 4:48  | Осака, Япония              | Оба бойца выпали с ринга.  |
| Победа    | 5-1    | Ясуаки Нагамото        | KO (удары руками)                  | Shooto: Gig West 14                       | 8 июля 2012      | 1     | 0:19  | Осака, Япония              |                            |
| Победа    | 4-1    | Чхве Чон Хун           | KO (удары руками)                  | Shooto: Border: Season 4: First           | 1 апреля 2012    | 1     | 1:03  | Осака, Япония              |                            |
| Поражение | 3-1    | Митинори Танака        | Единогласное решение               | Shooto: The Rookie Tournament 2011 Final  | 18 декабря 2011  | 2     | 5:00  | Токио, Япония              |                            |
| Победа    | 3-0    | Кэндзи Ямамото         | KO (удар рукой)                    | Shooto: Border: Season 3: Roaring Thunder | 4 сентября 2011  | 1     | 0:16  | Осака, Япония              |                            |
| Победа    | 2-0    | Наритоси Какута        | KO (удар рукой)                    | Shooto: Gig West 13                       | 5 июня 2011      | 1     | 4:56  | Осака, Япония              |                            |
| Победа    | 1-0    | Такуя Кодама           | Единогласное решение               | Shooto: Border: Season 3: Spring Thunder  | 3 апреля 2011    | 2     | 5:00  | Осака, Япония              |                            |